# Lekkoatletyka na Letnich Igrzyskach Paraolimpijskich 2012 – 100 metrów T46 mężczyzn
W biegu na 100 metrów kl. T46 mężczyzn podczas Letnich Igrzysk Paraolimpijskich 2012 rywalizowało ze sobą 23 zawodników. W konkursie udział wzięli sportowcy z jedną ręką amputowaną powyżej łokcia.

## Wyniki

### Eliminacje
Bieg 1
| Poz. | Zawodnik               | Narodowość               | Rezultat | Uwagi |
| ---- | ---------------------- | ------------------------ | -------- | ----- |
| 1    | Zhao Xu                | Chiny                    | 11,06    | Q     |
| 2    | Frank Johnwill         | Nigeria                  | 11,12    | Q     |
| 3    | Jurij Nosulenko        | Rosja                    | 11,26    |       |
| 4    | Saeed Alkhaldi         | Arabia Saudyjska         | 11,41    |       |
| 5    | Elliot Mujaji          | Zimbabwe                 | 13,12    |       |
| 6    | Gabriel Cole           | Australia                | 17,82    |       |
|      | Mahamane Sacko         | Mali                     | DQ       |       |
|      | Kouame Jean-Luc Noumbo | Wybrzeże Kości Słoniowej | DNS      |       |

Bieg 2
| Poz. | Zawodnik                 | Narodowość        | Rezultat | Uwagi |
| ---- | ------------------------ | ----------------- | -------- | ----- |
| 1    | Yohansson Nascimento     | Brazylia          | 10,94    | Q     |
| 2    | Raciel Gonzalez Isidoria | Kuba              | 10,97    | Q     |
| 3    | Francis Kompaon          | Papua-Nowa Gwinea | 11,21    | q     |
| 4    | Suwaibidu Galadima       | Nigeria           | 11,24    | q     |
| 5    | Antonis Aresti           | Cypr              | 11,34    |       |
| 6    | Samkelo Radebe           | Południowa Afryka | 11,53    |       |
| 7    | Mohamed Kamara           | Sierra Leone      | 11,97    |       |
|      | Arnaud Assoumani         | Francja           | DNS      |       |

Bieg 3
| Poz. | Zawodnik                  | Narodowość      | Rezultat | Uwagi |
| ---- | ------------------------- | --------------- | -------- | ----- |
| 1    | Ola Abidogun              | Wielka Brytania | 11,21    | Q     |
| 2    | Tomoki Tagawa             | Japonia         | 11,29    | Q     |
| 3    | Saidi Adedeji             | Nigeria         | 11,35    |       |
| 4    | Antônio Souza             | Brazylia        | 11,36    |       |
| 5    | Yao Jianjun               | Chiny           | 11,43    |       |
| 6    | Roger Tapia               | Filipiny        | 11,75    |       |
| 7    | Ibrahim Mamoudou Tamangue | Niger           | 12,29    |       |

### Finał
| Poz. | Zawodnik                 | Narodowość        | Rezultat | Uwagi |
| ---- | ------------------------ | ----------------- | -------- | ----- |
| 1    | Zhao Xu                  | Chiny             | 11,05    |       |
| 2    | Raciel Gonzalez Isidoria | Kuba              | 11,08    |       |
| 3    | Ola Abidogun             | Wielka Brytania   | 11,23    |       |
| 4    | Suwaibidu Galadima       | Nigeria           | 11,31    |       |
| 5    | Tomoki Tagawa            | Japonia           | 11,32    |       |
| 6    | Frank Johnwill           | Nigeria           | 11,34    |       |
| 7    | Francis Kompaon          | Papua-Nowa Gwinea | 12,28    |       |
| 8    | Yohansson Nascimento     | Brazylia          | 30,79    |       |